# Cenacolo di Andrea del Sarto

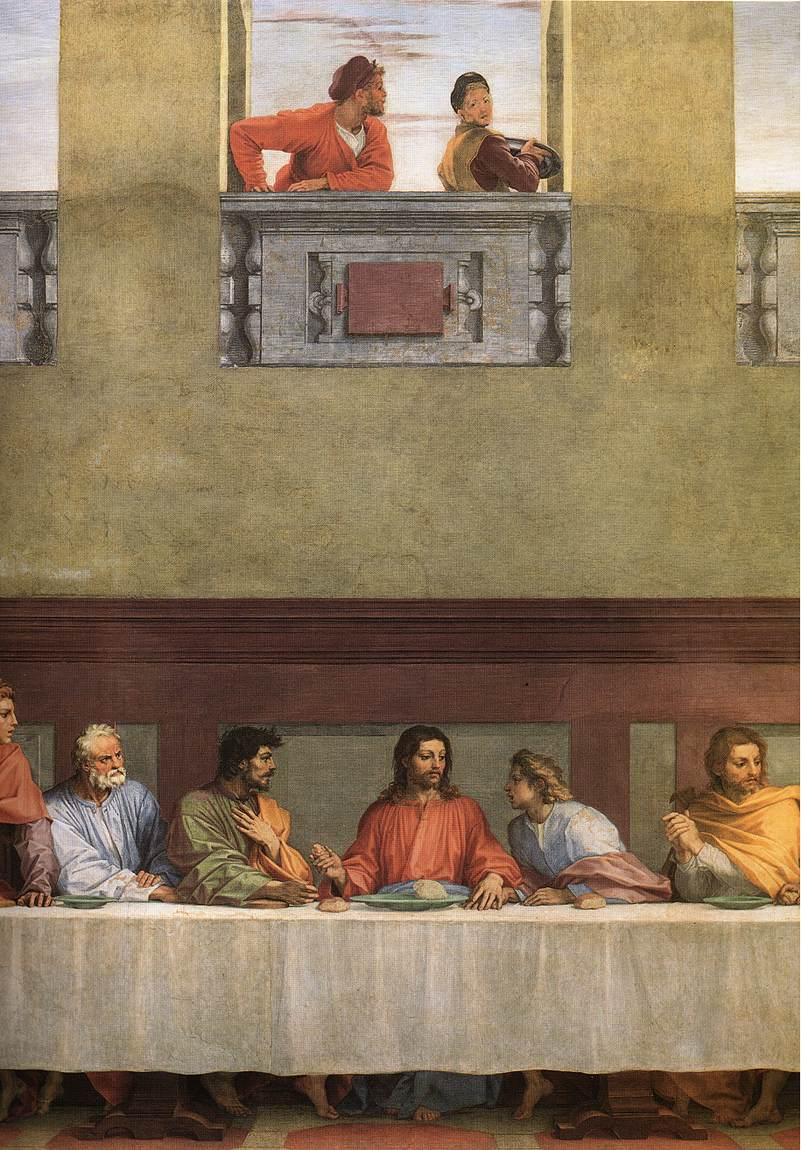
Détail du groupe central et du haut.

Le Cenacolo di Andrea del Sarto est une peinture à fresque de 525 × 871 cm d'Andrea del Sarto. Datée de 1511-1527 environ, elle est visible au réfectoire du couvent San Salvi à Florence, transformé en musée du Cenacolo di San Salvi, qui expose d'autres œuvres peintes, ainsi que les fragments sculptés de la tombe de saint Jean Gualbert, fondateur des Vallombrosains, l'ordre dont dépend cet établissement.

## Thème
Le thème de l'œuvre est un de ceux de l'iconographie chrétienne : la Cène (du latin cena : repas du soir) est le nom donné par les chrétiens au dernier repas que Jésus-Christ prit avec les douze apôtres le soir du Jeudi saint, avant la Pâque juive, peu de temps avant son arrestation, la veille de sa Crucifixion (appelée encore Passion), et trois jours avant sa résurrection.
À la différence d'autres représentations du genre, un instant précis est choisi par Andrea del Sarto : celui où Jésus s'adresse à tous ses disciples pour leur annoncer la prochaine trahison de l'un d'entre eux à son égard. La posture de certains disciples (dont Judas Iscariote) valide cet instant en montrant leur surprise.

## Description
La grande composition s'articule autour d'une grande table en long où sont disposés sur les bords d'un seul côté Jésus et ses apôtres, y compris (contrairement à la tradition), Judas Iscariote, qui se trouve à la droite de Jésus. Il porte sa main gauche vers son cou alors que le Christ s'adresse à tous en disant « En vérité je vous le dis, l'un de vous me trahira » (évangile selon Matthieu, 26-21). Saint Jean, surpris de cette affirmation (comme d'autres apôtres), se penche vers le Christ.
Au-dessus de la scène s'ouvrent trois encadrements d'ouvertures d'une terrasse qui prolonge vers le haut l'architecture réelle du réfectoire, ouvrant la cloison vers le ciel. Dans l'ouverture centrale, deux serviteurs contemplent la scène sous un nuage sombre.
La voûte simulée porte cinq médaillons affichant quatre figures saintes (saints et dignitaires de l'Église) et, en haut, la figure trinitaire de Dieu.
Le bas et les bords affichent des motifs illusionnistes qui accentuent le creux perspectif simulé prolongeant la pièce.

## Analyse
Le pavement perspectif, composé de motifs géométriques blanc et orangé, donne seul, avec l'encadrement du dossier, la profondeur de la scène.